# 高台家の人々
『高台家の人々』（こうだいけのひとびと）は、森本梢子による日本の漫画。『YOU』（集英社）にて、2012年12月号に序章掲載後、2013年3月号から2017年4月号まで連載された。単行本は全6巻。2016年に映画化作品が公開。

## あらすじ
平野木絵は30歳になったばかりの地味めなOL。趣味は妄想。そんな時に、イケメン社員・高台光正が転勤してくる。実は光正は人の心が読めるテレパスだった。光正は木絵の妄想と人柄に惹かれ、2人は付き合うことに。婚約にたどり着き、幸せの絶頂にいる木絵だったが、光正が海外に行っている間に、光正の母・由布子から呼び出しを受けると、彼女は木絵を品定め、容姿も平凡で、教養や品格が足りない木絵に「結婚はあきらめてください」と宣言。危機を救うため、イギリスから祖母・アンが帰国し、巧妙な話術により由布子は宣言を撤回、木絵を嫁として教育し始める。
危機が去った木絵と光正。そんな2人を見守る妹・茂子も心が読めてしまうがために、付き合っている浩平との仲が進展せず悩んでいた。しかし、その悩みも木絵のぶっ飛んだ妄想に後押されて吹っ切れる。もはや木絵の妄想は高台家には必須なものとなる。

## 登場人物

### 高台家
元華族の名門家。祖母と孫達はテレパス能力を持つ。
高台 光正（こうだい みつまさ）
高台家長男。黒髪碧眼。ニューヨーク支社から木絵の会社に転勤してきた。イギリス人の祖母を持つクオーター。27歳。身長：180cm。T大卒業後、オックスフォードに留学したエリート。趣味は、スポーツ全般。美形だが素朴な性格。
テレパス能力で人間関係を築くことに慎重になっている。彼の行動が同じテレパス能力を持つ茂子と和正の道標になっている。
ひょんなことから木絵の妄想を覗き見したことがきっかけで、彼女の妄想に興味・好意を抱き、付き合い始める。
高台 茂子（こうだい しげこ）
高台家長女。光正の妹。美人だが気取らない性格。反面、テレパス能力で見かけによらず臆病になっている。
友達だと思っていた浩平に彼女ができたことにより浩平への恋愛感情を自覚した。純からは「しーちゃん」と呼ばれる。
高台 和正（こうだい かずまさ）
高台家次男。光正の弟で3人きょうだいの末子。テレパス能力で少々意地悪でひねくれ者になっているが、根は真面目で純粋。就職が決まってイギリス留学から戻ってきたばかり。
純の事が好きだが、光正ばかりに片想いするのを見てやきもちを焼いている。
高台 由布子（こうだい ゆうこ）
光正たちの奇跡の美魔女の母。お嬢様育ち故に我侭で気が強い。テレパシー能力は無いが、勘は鋭い。
旧姓:深丸。マサオとは大学時代に出会う。学生時代はテニスに明け暮れていた。
高台 茂正Jr.（こうだい しげまさジュニア）
光正たちの父。イギリス人のハーフ。通称：マサオ。テレパシー能力は無く、空気が読めない。
高台 アン（こうだい -）
光正たちの祖母。イギリス人。ローレンス・ペドラー伯爵の一人娘であるお嬢様育ち。孫達のテレパシーは彼女から受け継がれている。
1958年当時で22歳。
高台 茂正（こうだい しげまさ）
光正たちの祖父。故人。許嫁がいた。
ヨシマサ
高台家の飼い猫。ブリティッシュショートヘア。巨漢で貫禄たっぷり。3歳。

### 高台家の想い人達
平野 木絵（ひらの きえ）
本作の主人公。物語開始時、29歳。光正と同じ会社に勤めるOL。容姿は地味だが、根は明るく相当な天然ボケ。趣味は妄想。
自身の妄想を光正に覗かれた事がきっかけで付き合う。妄想で、高台家の人々を和ませる。短大卒。
光正からテレパス能力を告白されて、それを受け入れた上で結婚し、晴れて高台家に嫁入りする。
岸本 浩平（きしもと こうへい）
茂子の大学時代からの友人。ゼミの後輩・三浦知紗（みうら ちさ）から告白されるが、茂子の方が気になり、断る。
斉藤 純（さいとう じゅん）
茂子の同級生で、獣医。10年間も光正に片思いしているが、一度間違えて和正に告白した経験がある。

### その他の人物
阿部（あべ）
平野の隣の席に座る先輩。夫と子供がいる。
春田 佳穂（はるた かほ）
26・27章に登場。森にある小屋の管理人であり、テレパス。森に迷った光正達を保護する。
会社の2年先輩・中谷亮（なかたに りょう）と交際していた。
ホリー・ジョーンズ
29～31章に登場。光正のニューヨーク支社時代の上司。ニューヨークより異動。スタンリーという息子がいる。

## 書誌情報

### コミックス
- 森本梢子 『高台家の人々』 集英社 〈マーガレットコミックス〉、全6巻
  1. 2013年9月25日発売[1]、ISBN 978-4-08-845109-1
  2. 2014年5月23日発売[2]、ISBN 978-4-08-845221-0
  3. 2015年1月23日発売[3]、ISBN 978-4-08-845341-5
  4. 2015年9月25日発売[4]、ISBN 978-4-08-845456-6
  5. 2016年5月25日発売[5]、ISBN 978-4-08-845586-0
  6. 2017年5月25日発売[6]、ISBN 978-4-08-845755-0

### ノベライズ
- 著:百瀬しのぶ、原作:森本梢子、脚本:金子ありさ 『高台家の人々 映画ノベライズ みらい文庫版』 集英社 〈集英社みらい文庫〉、全1巻 
  - 2016年04月22日発売[7]、ISBN 978-4-08-321315-1
- 著:神埜明美、原作:森本梢子、脚本:金子ありさ 『映画ノベライズ 高台家の人々』 集英社 〈集英社オレンジ文庫〉、全1巻 
  - 2016年05月20日発売[8]、ISBN 978-4-08-680084-6

## 映画
映画化作品が、2016年6月4日に公開。主演・綾瀬はるか、監督・土方政人。

### キャスト（映画）
- 平野木絵 - 綾瀬はるか
- 高台光正 - 斎藤工
- 高台茂子 - 水原希子
- 高台和正 - 間宮祥太朗
- 高台由布子 - 大地真央
- 高台茂正Jr.（マサオ） - 市村正親
- 高台アン - シャーロット・ケイト・フォックス[12]
- 高台茂正 - 大野拓朗[12]
- 斉藤純 - 夏帆
- 岸本浩平 - 坂口健太郎
- 脇田実 / 木絵の妄想に出てくるキャラクターたち - 塚地武雅 （ドランクドラゴン）[13]
- 阿部弓子 - 堀内敬子

### スタッフ（映画）
- 監督 - 土方政人[14]
- 脚本 - 金子ありさ[14]
- 音楽 - 菅野祐悟
- 撮影 - 大石弘宣
- 美術 - 北川深幸
- 録音 - 神波哲史
- プロデューサー - 西原恵、山崎淳子
- 主題歌 - 西野カナ「You & Me」（SME Records）[15]
- ドルビーデジタルコンサルタント:河東努、森幹生(コンチネンタルファーイースト株式会社)
- 技術協力 - VASC
- 撮影機材協力 - RED DIGITAL CINEMA SHOT ON RED(RED EPIC)
- 製作 - フジテレビジョン、東宝、集英社
- 制作プロダクション - 共同テレビジョン
- 企画・製作幹事 - フジテレビジョン
- 配給 - 東宝

### WEB配信ドラマ
dTVオリジナルドラマ『高台家の人々』のタイトルで、映画公開に合わせたスピンオフドラマが、2016年6月にdTVで配信。映画の設定から30年前の由布子とマサオが結ばれるまでが描かれる。映画では和正を演じる間宮祥太朗が、本作では父のマサオを演じる。

#### キャスト（WEB配信ドラマ）
- 深丸由布子 - 小松菜奈[16]
- 高台茂正Jr.（マサオ）/ 高台和正  - 間宮祥太朗[16]
- 高台光正 - 斎藤工[17]
- 奈緒 - 我妻三輪子
- やよい - 富山えり子
- 山根 - 坂口辰平
- 大学生 - 大西礼芳、堀本雪詠、金澤美穂
- 高台茂正 - 大野拓朗
- しょうじ - 小柳友

#### スタッフ（WEB配信ドラマ）
- 監督 - 土方政人[14]
- 脚本 - 三浦希紗
- アソシエイトプロデューサー - 内部健太郎
- プロデューサー - 西原恵、大澤恵、山崎淳子
- 制作 - フジテレビジョン
- 製作著作 - BeeTV

## 受賞
漫画
- エンタミクス誌「第5回NEXTブレイク漫画ランキング BEST50」 - 1位
- このマンガがすごい!2015 - オンナ編・6位[18]
- 第6回ananマンガ大賞（2015年） - 準大賞[19]